# Nyanzapithecus pickfordi
Nyanzapithecus pickfordi es una especie extinta de primate catarrino perteneciente a la familia Proconsulidae que vivió durante el Mioceno en Kenia entre hace 16 y 15 millones de años. Fue descrita por Harrison en 1986 a partir del espécimen KNM-MB 11645, un molar izquierdo.